# Yavuz 16手槍
Yavuz 16手槍是土耳其仿製的貝瑞塔92F半自動手槍，由土耳其的MKEK生產。

## 使用國
- 哥伦比亚：軍隊
- ：警察
- 马来西亚：警察
- 土耳其：軍隊、憲兵、警察、特警隊
- 叙利亚：軍隊